# Nächte in Lissabon
Nächte in Lissabon (französisch Les Amants du Tage) ist ein französisches Filmdrama aus dem Jahr 1954. Regisseur Henri Verneuil adaptierte hier den gleichnamigen Roman Joseph Kessels, Jean d’Eaubonne entwarf die Kulissen dazu. Der Film wurde in der portugiesischen Hauptstadt Lissabon und dem damaligen Fischerdorf Nazaré gedreht und trug zur internationalen Karriere der Fadosängerin Amália Rodrigues bei.

## Handlung
Der Franzose Pierre erschoss seine Frau, als er 1944 aus dem Zweiten Weltkrieg heimkehrte und sie mit einem anderen Mann antraf. Er ging danach nach Lissabon, um ein neues Leben anzufangen. Dort arbeitet er nun als Taxifahrer, wird jedoch weiter von Schuldgefühlen geplagt.
Hier trifft er die verführerische Witwe Kathleen, die ebenfalls erfolglos vor dunklen Erinnerungen an den Tod ihres Mannes nach Lissabon geflohen ist. Die beiden werden ein Liebespaar.
Als Pierre mehr von Kathleens Geheimnis erfährt, beschließen sie zusammen nach Südamerika zu fliehen. Doch die quälende Wahrheit und das Gesetz trennen die beiden kurz davor.

## Rezeption
Der Film feierte am 14. November 1954 in Japan Premiere und lief danach in einer Vielzahl Länder in den Kinos an, in Frankreich ab dem 8. Februar 1955 und in Portugal ab dem 18. Januar 1955.
Er erschien später als DVD in Frankreich.

„Ein wüster Kolportageroman, gekonnt inszeniert. Schöne Menschen leiden geschmackvoll vor sich hin.“